# Máté Valkusz
Máté Valkusz (* 13. August 1998 in Budapest) ist ein ungarischer Tennisspieler.

## Karriere
Valkusz schaffte es als Junior bis an die Spitze der Junior-Weltrangliste. Er erreichte diesen im Januar 2016. 2015 bei den Australian Open und den 2015 bei den French Open stand er im Doppel jeweils bei einem Grand-Slam-Turnier im Halbfinale der Junioren. Beim Orange Bowl schaffte er es zudem im Einzel bis ins Halbfinale, wo er Stefanos Tsitsipas unterlag.
Ab 2016 spielte der Ungar regelmäßig Profiturniere und schaffte in diesem Jahr den Einzug in die Top 1000 der Weltrangliste. 2017 erreichte er sein erstes Finale auf der ITF Future Tour, welches er verlor. In seiner Heimatstadt Budapest spielte er außerdem sein erstes Turnier auf der höherdotierten ATP Challenger Tour. In der Weltrangliste konnte er sich dennoch nicht verbessern. 2018 schaffte er einen Sprung nach vorne. Wiederum in Budapest gewann er gegen Quentin Halys erstmals ein Match auf diesem Niveau. Bis Ende des Jahres gewann er fünf Future-Titel und erreichte ein weiteres Finale. Beim Challenger in Cordenons überraschte er die Konkurrenz und schaffte sein bestes Challenger-Resultat. Aus der Qualifikation heraus gewann er sieben Matches infolge – inklusive einem Double Bagel und einem Bagel gegen Zdeněk Kolář und Magnus Eriksson. Im Finale unterlag er schließlich Paolo Lorenzi in drei Sätzen. In diesem Jahr schaffte er es dank seiner Leistungen bis auf 
Platz 243, seinen Karrierebestwert. Ebenfalls 2018 gab Valkusz sein Debüt für die ungarische Davis-Cup-Mannschaft. In der Partie gegen Tschechien verlor er beide seiner Einzelmatches.
Im Jahr 2019 kam der Ungar bislang zu einem Titel auf der untersten Tennis-Ebene und spielte bei den Hungarian Open sein erstes Match im Einzel und Doppel auf der ATP Tour. Beide Matches konnte er nicht gewinnen. In der Rangliste ist er aus den Top 300 gefallen.

## Erfolge
| Legende (Anzahl der Siege) |
| Grand Slam                 |
| ATP Finals                 |
| ATP Tour Masters 1000      |
| ATP Tour 500               |
| ATP Tour 250               |
| ATP Challenger Tour (1)    |

### Einzel

#### Turniersiege
| Nr. | Datum        | Turnier | Belag | Finalgegner        | Ergebnis |
| --- | ------------ | ------- | ----- | ------------------ | -------- |
| 1.  | 27. Mai 2023 | Skopje  | Sand  | Francisco Comesaña | 6:3, 6:4 |